# Natriciteres
Natriciteres is een geslacht van slangen uit de familie toornslangachtigen en de onderfamilie waterslangen (Natricinae).

## Naam en indeling
Er zijn zes soorten, de wetenschappelijke naam van de groep werd voor het eerst voorgesteld door Arthur Loveridge in 1953.

## Verspreiding en habitat
De soorten komen voor in delen van Afrika en leven in de landen Mozambique, Zimbabwe, Botswana, Zambia, Soedan, Angola, Congo-Kinshasa, Congo-Brazzaville, Centraal-Afrikaanse Republiek, Gabon, Equatoriaal-Guinea, Kameroen, Nigeria, Togo, Benin, Ghana, Ivoorkust, Senegal, Guinea, Mali, Tanzania, Ethiopië, Somalië, Oeganda, Namibië, Zuid-Afrika, Liberia, Sierra Leone en Burkina Faso.
De habitat bestaat uit draslanden, tropische en subtropische laaglandbossen, tropische en subtropische scrublands, droge bossen en mangroven.

## Beschermingsstatus
Door de internationale natuurbeschermingsorganisatie IUCN is aan vier soorten een beschermingsstatus toegewezen. De slangen worden beschouwd als 'veilig' (Least Concern of LC).

## Soorten
Het geslacht omvat de volgende soorten, met de auteur en het verspreidingsgebied.
| Naam                        | Auteur          | Verspreidingsgebied |
| --------------------------- | --------------- | --- |
| Natriciteres bipostocularis | Broadley, 1962  | Zambia, Congo-Kinshasa, Angola |
| Natriciteres fuliginoides   | Günther, 1858   | Guinea, Ghana, Togo, Nigeria, Kameroen, Centraal-Afrikaanse Republiek, Congo-Kinshasa, Congo-Brazzaville, Gabon, Sierra Leone, Liberia |
| Natriciteres olivacea       | Peters, 1854    | Mozambique, Zimbabwe, Botswana, Zambia, Soedan, Angola, Congo-Kinshasa, Congo-Brazzaville, Centraal-Afrikaanse Republiek, Gabon, Equatoriaal-Guinea, Kameroen, Nigeria, Togo, Benin, Ghana, Ivoorkust, Senegal, Guinea, Mali, Tanzania, Ethiopië, Somalië, Oeganda, Namibië, Zuid-Afrika |
| Natriciteres pembana        | Loveridge, 1935 | Tanzania |
| Natriciteres sylvatica      | Broadley, 1966  | Tanzania, Mozambique, Malawi, Zimbabwe, Zuid-Afrika |
| Natriciteres variegata      | Peters, 1861    | Congo-Kinshasa, Gabon, Centraal-Afrikaanse Republiek, Equatoriaal-Guinea, Kameroen, Nigeria, Benin, Togo, Ghana, Ivoorkust, Liberia, Sierra Leone, Guinea, Burkina Faso |